# اسماعیل بن ناصر
اسماعیل بن ناصر (زادهٔ ۱ دسامبر ۱۹۹۷) یک بازیکن فوتبال الجزایری تبار است که برای باشگاه آ.ث. میلان بازی می‌کند.
از باشگاه‌هایی که او در آن بازی کرده‌است می‌توان به آرسنال، امپولی و میلان اشاره کرد.